# Adel El-Maamour
Adel Ahmed El-Maamour (arab. ‏عادل أحمد المأمور‎; ur. 11 listopada 1955 w Kairze) – egipski piłkarz grający na pozycji bramkarza. W swojej karierze grał w reprezentacji Egiptu.

## Kariera klubowa
Całą swoją karierę piłkarską El-Maamour spędził w klubie Zamalek SC. Zadebiutował w nim w 1974 roku i grał w nim do 1988 roku. Wywalczył z nim cztery mistrzostwa Egiptu w sezonach 1974/1975, 1976/1977, 1978/1979 i 1987/1988. Zdobył też dwa Puchary Egiptu w sezonach 1977/1978 i 1983/1984 oraz Puchar Mistrzów w 1984.

## Kariera reprezentacyjna
W 1980 roku El-Maamour został powołany do reprezentacji Egiptu na Puchar Narodów Afryki 1980. Na tym turnieju rozegrał dwa mecze: grupowy z Wybrzeżem Kości Słoniowej (2:1) i o 3. miejsce z Marokiem (0:2). Z Egiptem zajął 4. miejsce w tym turnieju. W 1984 roku wziął udział w Igrzyskach Olimpijskich w Los Angeles.